# Het sand
Het sand (engelska: White Sands) är en amerikansk långfilm från 1992 i regi av Roger Donaldson, med Willem Dafoe, Mary Elizabeth Mastrantonio, Mickey Rourke och Samuel L. Jackson i rollerna.

## Handling
Sheriffen Ray Dolezal (Willem Dafoe) hittar ett lik i öknen. Vid liket finns en resväska med $500 000. Dolezal tar över den döda mannens identitet och trillar in i en FBI-utredning.

## Rollista
| Willem Dafoe                | – Ray Dolezal   |
| Mickey Rourke               | – Gorman Lennox |
| Mary Elizabeth Mastrantonio | – Lane Bodine   |
| Samuel L. Jackson           | – Greg Meeker   |
| M. Emmet Walsh              | – Bert Gibson   |
| James Rebhorn               | – Agent Flynn   |
| Maura Tierney               | – Noreen        |
| Beth Grant                  | – Roz Kincaid   |
| Mimi Rogers                 | – Molly Dolezal |